# Ashkan Sepahvand
Ashkan Sepahvand (* 1984 in Teheran) ist ein iranischer Autor, Übersetzer und künstlerischer Forscher.

## Leben und Werk
Ashkan Sepahvand studierte Kunstgeschichte, vergleichende Religionswissenschaft und Philosophie. Er war Kurator der Ausstellung „Odarodle – Sittengeschichte eines Naturmysteriums, 1535 – 2017“ im Schwulen Museum Berlin. Sein Forschungsinteresse richtet sich auf die Geschichte und Imagination von Körper, Sinnen, Sexualität, Feierlichkeit, Transformation, Zukunft, Queerness, Kollektivität und Ritual.
Ashkan Sepahvand lehrte an der Hochschule für Künste Bremen, Königlich Dänischen Kunstakademie, Akademie der bildenden Künste Wien, Vassar College, International Art Academy of Palestine, Virginia Commonwealth University - Qatar, and Homeworks Space Program Beirut. Er ist Dozent an der Akademie Waldschlösschen.
Zusammen mit Natascha Sadr Haghighian gründete er das Institut für inkongruente Übersetzung. Auf der dOCUMENTA (13) (Platform Kabul) arbeiteten Haghighian und Sepahvand zusammen an den Seeing Studies.